# Emiliano Mercado del Toro
Emiliano Mercado del Toro (ur. 21 sierpnia 1891 w Cabo Rojo, zm. 24 stycznia 2007 w Isabela) – Portorykańczyk, znany z długowieczności, uznawany za najstarszego żyjącego mężczyznę po śmierci Amerykanina Freda Hale w listopadzie 2004. W grudniu 2006 po śmierci Amerykanki Elizabeth Bolden przeszedł na niego tytuł najstarszego żyjącego człowieka na świecie. Jest jednym z trzech (lub czterech, licząc badanego Anisio Rodriguesa Alvesa) mężczyzn w historii, którzy dożyli 115 lat (obok Jirōemona Kimury i Christiana Mortensena).

## Życiorys
W czasie I wojny światowej został powołany do armii amerykańskiej, ale jego udział w działaniach wojennych ograniczył się do odbycia kursu w obozie treningowym w ostatnich dniach wojny. Przez wiele lat pracował na plantacjach trzciny cukrowej jako kierowca. Nie założył rodziny.

### Długowieczność
Po śmierci Ramony Iglesias-Jordan, uznawanej za najstarszą osobę na świecie przez Księgę Guinnessa (maj 2004), został prawdopodobnie najstarszym mieszkańcem Portoryko. Był znany badaczom długowieczności od 2001, kiedy jako 110-latek wziął udział w paradzie wojskowej. Po śmierci Freda Hale (19 listopada 2004) zostały zgłoszone dokumenty, udowadniające wiek Mercado del Toro (akt urodzenia, akt chrztu, adnotacja ze spisu powszechnego z 1910 oraz dokumentacja wojskowa z 1918), co pozwoliło badaczom z amerykańskiego Gerontology Research Group przyznać mu tytuł najstarszego żyjącego mężczyzny. W styczniu 2005, kiedy na liście Gerontology Research Group wśród najstarszych osób figurował na pozycji nr 7, także Księga Guinnessa zatwierdziła jego tytuł.
11 grudnia 2006 śmierć Elizabeth Bolden wyniosła go na pierwsze miejsce na liście najstarszych żyjących osób na świecie. Po raz pierwszy od czasu kwestionowanego przypadku Japończyka Shigechiyo Izumiego (zmarłego w 1986) tytuł światowego nestora przypadł mężczyźnie. Zmarł miesiąc później, a miano światowej seniorki uzyskała po jego śmierci Amerykanka Emma Tillman.
Emiliano Mercado del Toro jest trzecim najstarszym mężczyzną w historii, którego wiek nie budzi wątpliwości (starszy był osiadły w USA Duńczyk Christian Mortensen oraz Japończyk Jirōemon Kimura), w chwili śmierci w styczniu 2007 znajdował się na 16. miejscu na liście najstarszych osób w historii (bez kwestionowanych przypadków Izumiego, Aniticy Butariu, Carrie White i Kamato Hongo na 13. miejscu). Od maja 2006, kiedy osiągnął wiek Ramony Iglesias-Jordan, był również rekordzistą długości życia Portoryko.
Bezpośrednio po śmierci Freda Hale za najstarszego mężczyznę uznano Niemca Hermanna Dörnemanna, który był jednak młodszy od Portorykańczyka prawie dwa lata. Należy pamiętać, że także Mercado del Toro tytuł nestora mógł być przypisywany niesłusznie, był on jednak najstarszym człowiekiem, którego datę urodzenia odpowiednio udokumentowano.